# .38 ACP
.38 ACP (Automatic Colt Pistol) також відомий як .38 Auto — набій, що був представлений на початку 20-го століття конструктором Джоном Браунінгом для пістолета Colt M1900. Дзеркальний зазор набою йде по його фланцю. Його використовували у прототипі пістолета Кольта Model 1897, який він не створив. Метричне позначення набою 9×23mmSR (SR—Semi Rimmed (напівфланцевий)) (не варто плутати з набоєм 9×23 мм Winchester або .380 ACP).

## Історія
Спочатку цей набій мав дуже потужний метальний заряд. Повідомлялося, що куля вагою 130-гранів має швидкість 1 260 фут/с (380 м/с), а на деяких експериментальних зарядах 1 350 фут/с (410 м/с). Ця балістика виявилася занадто сильною для пістолета Model 1900 і скоро швидкість була знижена до 1 200 фут/с (370 м/с). Наступні заряди дуже відрізнялися за потужністю. Наприклад, капітан Ґью Б. С. Поллард, писав у Automatic Pistols виданому у 1920, що фабрика Winchester дає кулі вагою 130-гран дулову швидкість 1 175 фут/с (358 м/с) та дулову енергію 540 Дж; для набоїв Ely з кулею вагою 128-гранів швидкість 1 100 фут/с (340 м/с) та енергію 466 Дж, а для набоїв Kynoch з кулею вагою 30-гран швидкість 1 000 фут/с (300 м/с). Пізніше для комерційних зарядів у США було введено стандарт — куля вагою 130-гранів з дуловою швидкістю 1 040 фут/с (320 м/с) при стрільбі зі ствола довжиною 4,5-дюйма (110 мм) з пістолета Кольт 1903 Pocket Model. Військова служба боєприпасів, на час появи набою .38 ACP, надала перевагу набою .45 калібру тому цей калібр не завоював велику популярність. Проте до появи більш потужного набою .38 Super йшли невеликі, але постійні продажі цього набою. Продажі набоїв .38 ACP досягли піку продажів під час буму зброї у 1950—х та 1960—х, через те, що набій можна було використовувати в іспанських пістолетах, таких як Astra 400 під набій калібру 9 мм Bergmann–Bayard (9 мм Largo), не дивлячись на те, що набій .38 ACP був напівфланцевий і коротший за безфланцевий 9 мм Largo. На деяких пістолетах Astra 400 було штампування «9M/M&38» на стволі, повідомляючи, що ствол створено спеціально для обох набоїв 9 мм Largo та .38 ACP.
У Європі надають перевагу набою 9×19 мм Parabellum. Цей набій за балістикою схожий на набій .38 ACP, але має меншу гільзу і більш високий тиск.
Браунінг не припинив розробку 9 мм набоїв і скоро представив набій 9 мм Browning Long (9×20 мм) у 1903, а також .380 ACP (9×17 мм Short) у 1908.

### Пістолети під набій .38 ACP
- Colt M1900
- Colt M1902
- Colt M1903 Pocket Hammer
- Star Model AS
- Webley-Fosbery Automatic Revolver
- Webley Automatic Pistol
- M1911 pistol (цивільна версія)

## Нотатки
Хоча набої .38 ACP та .38 Super мають однаковий розмір, небезпечно використовувати потужні набої .38 Super у зброї під набій .38 ACP, тому що зброя може бути пошкоджена. З метою безпеки, американські компанії з виробництва набоїв завжди споряджують набої .38 ACP у латунні гільзи, а набої .38 Super у нікельовані гільзи.